# Großenbach (Leitzach)
Der Großenbach ist ein Fließgewässer im Mangfallgebirge. Er entsteht bei Irschenberg, fließt weitgehend in nordwestlicher Richtung, bevor er von rechts in die Leitzach mündet.